# Spulerina atactodesma
Spulerina atactodesma là một loài bướm đêm thuộc họ Gracillariidae. Nó được tìm thấy ở Nam Phi.